# Mangaanviolet

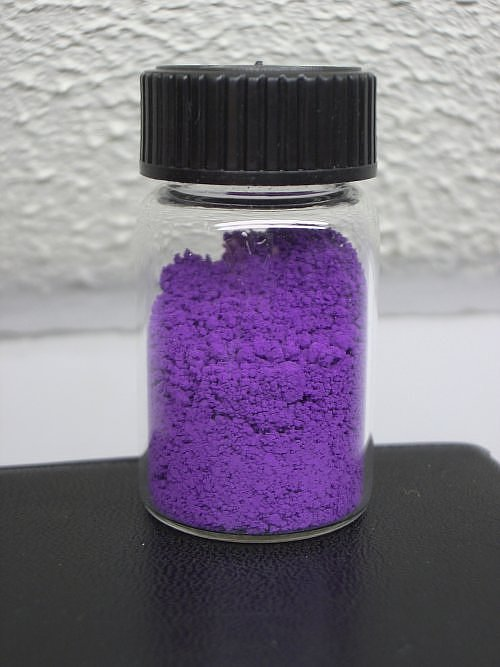
Een potje mangaanviolet

Mangaanviolet is een violet anorganisch pigment, een mangaan(III)ammoniumpyrofosfaat met de formule (NH4)2Mn2(P2O7)2 - Mn3(PO4)2.

## Geschiedenis
In 1868 vroeg de Beierse scheikundige Anton Leykauf uit Nürnberg patent aan op een methode om een paars pigment, dat hij Nürnberger Violett noemde, te produceren uit bruinkool, ammoniak en fosforzuur. Eerst werd de bruinkool met het fosforzuur verhit tot circa 230 °C en het product werd daarna verhit met ammoniak. In plaats van de bruinkool kan ook zuiver mangaan(IV)oxide gebruikt worden. De verkregen stof had een roodviolette tint van geringe verzadiging.

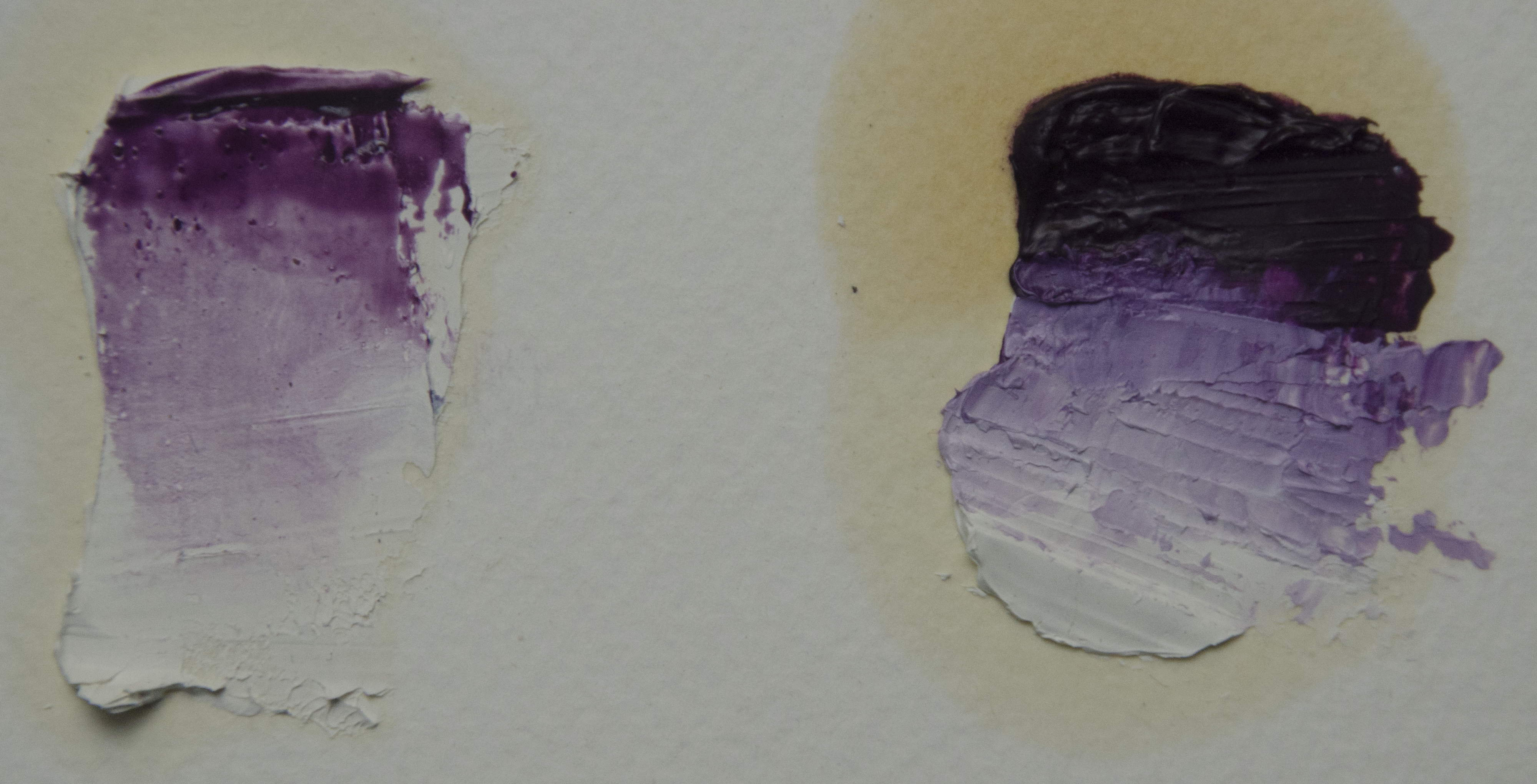
Mangaanviolet in olieverf, een standolieglacis over zinkwit links en de massatint rechts

Tegen 1890 begon het pigment, nu vaak mangaanviolet, mineraalviolet of permanentviolet genoemd, gefabriceerd te worden voor gebruik in de schilderkunst. Dat jaar begon Winsor & Newton met de verkoop. Hoewel het daar de verschillende vormen van het veel duurdere kobaltviolet voor een deel verdrong, zou mangaanviolet bij kunstenaars nooit heel populair worden wegens de wat onaanzienlijke tint. Het wordt echter nog steeds in kunstschildersverf uitgebracht alsmede in kleurpotlood, pastel en oliepastel. 
Veel belangrijker zou de industriële toepassing worden wegens een combinatie van een lage prijs en een goede lichtechtheid. Bijna alle industrieel vervaardigde producten hebben een kunstmatige kleur. Producenten hechten er veel waarde aan dat hun fabricaten niet verkleuren, ook niet na enkele jaren, omdat consumenten negatief reageren op een zulke ontsiering. Het weliswaar niet spectaculaire maar wel betrouwbare mangaanviolet wordt daarom op grote schaal toegevoegd aan allerlei plastics en coatings. Veel autobumpers bijvoorbeeld krijgen door mangaanviolet hun donkere kleur. Omdat de stof niet giftig is, kwam het ook tot een belangrijke toepassing in cosmetica en speelgoed. Een speciale functie is die van kleurcorrector. Veel natuurlijke producten zijn uit zichzelf iets gelig, wat de consument als onaangenaam ervaart. Een toevoeging van een kleine hoeveelheid mangaanviolet kan dit neutraliseren en geeft het product een prettige roze gloed.
Er bestaan verschillende varianten van het pigment die licht van elkaar verschillen in tint en intensiteit.

## Eigenschappen
Mangaanviolet is goed lichtecht. Het reageert niet met andere pigmenten. Het is halfdekkend. Het kleurend vermogen is matig. Het is niet bloedend. Het is verwerkt in een verf niet giftig en met mangaanviolet gekleurde producten mogen met voedsel in contact komen. In poedervorm echter is het gevaarlijk bij inademing en, in mindere mate, bij het inslikken ervan, wegens schadelijke effecten op het zenuwstelsel. Gevaar treedt op bij een blootstelling voor acht uur aan een waarde van tien milligram per kubieke meter lucht. Acute mangaanvergiftigingen komen in de praktijk niet voor. De LD50, de Lethal Dose waarbij de helft van de ratten overlijdt, ligt echter erg hoog op 12,9 gram per kilogram lichaamsgewicht. In poedervorm kan het de ogen en huid irriteren. Het is hittebestendig tot 250 à 280 °C. Het is zuurbestendig. Mangaanviolet is gevoelig voor alkali en als reactie kan er ammoniak vrijkomen. Het is daarom minder geschikt voor fresco maar is in feite wel in die techniek ingezet. Bij de op zich alkalische acrylverf komt nog het probleem dat mangaanviolet niet stabiel is in waterige emulsies. Desalniettemin is het wel in acrylverf uitgebracht. Na droging is het wel stabiel in de acrylfilm. Het lost niet op in water. In aquarel heeft het de neiging uit te vlokken en is daarbij vrij dekkend; het pigment is bruikbaarder voor gouache. In olieverf heeft het pigment weinig olie nodig, ongeveer een derde van de verfmassa, en droogt daarom relatief snel. De soortelijke massa is 0,6 gram per kubieke centimeter. In de Colour Index is het het PV 16.